# James Philip Eagle

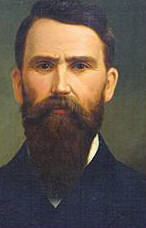
James Philip Eagle

James Philip Eagle (* 10. August 1837 im Maury County, Tennessee; † 19. Dezember 1904 in Little Rock, Arkansas) war ein US-amerikanischer Politiker und zwischen 1889 und 1893 Gouverneur des Bundesstaates Arkansas.

## Frühe Jahre und politischer Aufstieg
James Eagle kam schon früh mit seinen Eltern nach Arkansas. Dort besuchte er die örtlichen Schulen. Zwischen 1859 und 1861 war er Sheriff im Prairie County. Während des Bürgerkrieges kämpfte er auf der Seite des Südens und brachte es bis zum Oberst (Colonel). Nach dem Ende des Krieges besuchte er das Mississippi College. Er musste die Schule aber aus gesundheitlichen Gründen abbrechen.
Zwischen 1873 und 1878 saß Eagle als Abgeordneter im Repräsentantenhaus von Arkansas. Dabei war er 1875 sogar Speaker des Hauses. Zwischen 1880 und 1904 war er Leiter der Baptistenkirche in Arkansas. Im Jahr 1888 wurde er als Kandidat der Demokratischen Partei zum neuen Gouverneur von Arkansas gewählt, wobei er sich mit 54:46 Prozent der Stimmen gegen C. M. Norwood, den Kandidaten der Union Labor Party, durchsetzte. Im Zusammenhang mit dieser Wahl gab es damals unbewiesene Gerüchte von Wahlbetrug.

## Gouverneur von Arkansas
Eagle trat sein neues Amt am 8. Januar 1889 an. Nach einer Wiederwahl im Jahr 1890 konnte er insgesamt vier Jahre als Gouverneur amtieren. Hauptpunkte seiner Amtszeit waren eine Reform der Staatsgefängnisse, eine verbesserte Schulpolitik und die Förderung der Einwanderung nach Arkansas. Er setzte sich für ein gerechteres Steuersystem und eine bessere Kontrolle der Eisenbahnen ein. Auf der anderen Seite führte er die Segregation in Arkansas ein. Als erster Schritt mussten Schwarze auf Reisen in eigenen Abteilen getrennt von den Weißen sitzen. Die Rassentrennung in Arkansas wurde unter seiner Amtszeit ganz allgemein verschärft. Auf der anderen Seite unterstützte der Gouverneur die Forderungen der Frauenrechtsbewegung nach dem Frauenwahlrecht. Ein interner Streit innerhalb der Demokratischen Partei wurde in seiner Zeit beigelegt.
Nach dem Ende seiner Amtszeit blieb Eagle nach wie vor in seiner Kirche aktiv. Er war Mitglied eines Regierungsausschusses, aus dem er aber von Gouverneur Jefferson Davis entlassen wurde, nachdem er einen Gegner von Davis unterstützt hatte. James Eagle starb im Dezember 1904 an Herzversagen.